# Rasskazy
Rasskazy (russisk: Рассказы) er en russisk spillefilm fra 2012 af Mikhail Segal.

## Medvirkende
- Vladislav Lesjkevitj
- Andrej Merzlikin
- Darja Nosik som Olja
- Andrej Petrov som Mitja
- Olga Porubleva
- Aleksej Smirnov